# Eutrepsia coenonympha
Eutrepsia coenonympha là một loài bướm đêm trong họ Geometridae.